# 葛麻半島
葛麻半島（：／），是一個位於朝鮮民主主義人民共和國江原道首府元山市的南部的半島。
葛麻半島長度6公里，平均闊度1公里，有著名海灘明沙十里。葛麻机场也在附近。
朝鲜领导人金正恩在2018年新年致辞中提出要尽快建成元山葛麻海岸觀光區（갈마해안관광지구）。朝鲜计划将其建设成为国际旅游区。2018年5月金正恩视察时要求在2019年太阳节前完工。度假区最终于2025年6月落成，同年7月向朝鲜国内民众开放。